# 1/2 + 1/4 + 1/8 + 1/16 + …
数学上，无穷级数 1/2 + 1/4 + 1/8 + 1/16 + · · ·是绝对收敛序列的一个初等例子。
这是一个从 1/2 开始公比为 1/2 的几何级数，从而它们的和是：
{\displaystyle {\frac {1}{2}}+{\frac {1}{4}}+{\frac {1}{8}}+{\frac {1}{16}}+\cdots ={\frac {\frac {1}{2}}{1-(+{\frac {1}{2}})}}=1.}

## 历史

### 芝诺悖论
这个级数曾用于表述一个芝诺悖论。

### 荷魯斯之眼
埃及荷魯斯之眼。

### 万世不竭
出自于庄子的《庄子》，又称《南华经》。在杂篇的《天下》中说道：“一尺之棰，日取其半，万世不竭。”

## 二进制
这个无穷级数是“0.111...(2)”的一个表示，这是0.999...(10) 的二进制等价物，在教育研究（Educational research）中有诸多应用。